# Долни Вестонице
Долни Вестонице (на чешки: Dolní Věstonice) е село в Чехия, разположено в окръг Бржецлав, Южноморавски край. Числеността на населението му според преброяването през 2001 г. е 339 души.
Селището е разположено в северното подножие на хълмовете Палава, на десния бряг на река Дия. След запълването на Новомлинските резервоари, селото се озовава на южния им бряг, зад участъка на речното корито. Долни Вестонице е разположено на стария търговски път от Австрия до Моравия, който все още свързва Микулов с Хустопече и върви между средния и долния резервоар на Нове Млини до Страхотин. В селото пътят за Палава е разделен, и има отклонение по поречието на река Дия до Леднице.